# Moulin-Mage
Moulin-Mage [mu.lɛ̃ ma.ʒə] (en occitan lo Molin Màger [mu.'li 'ma.d͡ʒe]) est une commune française située dans l'est du département du Tarn, en région Occitanie. Sur le plan historique et culturel, la commune est dans le Lacaunais, un ensemble de plateaux où l'élevage de brebis laitières est prépondérant.
Exposée à un climat de montagne, elle est drainée par le Viau, la rivière Caunaise, le ruisseau de Grelle et par divers autres petits cours d'eau. Incluse dans le parc naturel régional du Haut-Languedoc.
Moulin-Mage est une commune rurale qui compte 304 habitants en 2022.  Elle fait partie de l'aire d'attraction de Lacaune. Ses habitants sont appelés les Moulin-Mageois ou  Moulin-Mageoises.

## Géographie

### Localisation
La commune est située à la pointe est du département du Tarn. Elle est limitrophe de l'Aveyron.

### Communes limitrophes
Les communes limitrophes sont  Barre, Lacaune, Murasson et Murat-sur-Vèbre.
|         | Murasson (Aveyron) | Barre           |
| Lacaune | Moulin-Mage        |                 |
|         |                    | Murat-sur-Vèbre |

### Hameaux et lieux-dits
Il ne faut pas confondre le bourg proprement dit de Moulin-Mage et le hameau limitrophe de Moulin-Mage qui dépend de la commune de Murat-sur-Vèbre.
- la Trivalle
- Lacombe
- Cabannes
- Rieuviel
- Lestiés

### Géologie et relief
La commune est située dans les monts de Lacaune.

### Hydrographie
La commune est dans le bassin de la Garonne, au sein du bassin hydrographique Adour-Garonne. Elle est drainée par le Viau, Rivière Caunaise, le ruisseau de Grelle, un bras de la Rivière Caunaise, un bras du Viau, le ruisseau de Badassou et par divers petits cours d'eau, qui constituent un réseau hydrographique de 14 km de longueur totale,.
Le Viau, d'une longueur totale de 16,7 km, prend sa source dans la commune de Barre et s'écoule vers le sud. Il traverse la commune et se jette dans la Vèbre à Nages, après avoir traversé 4 communes.

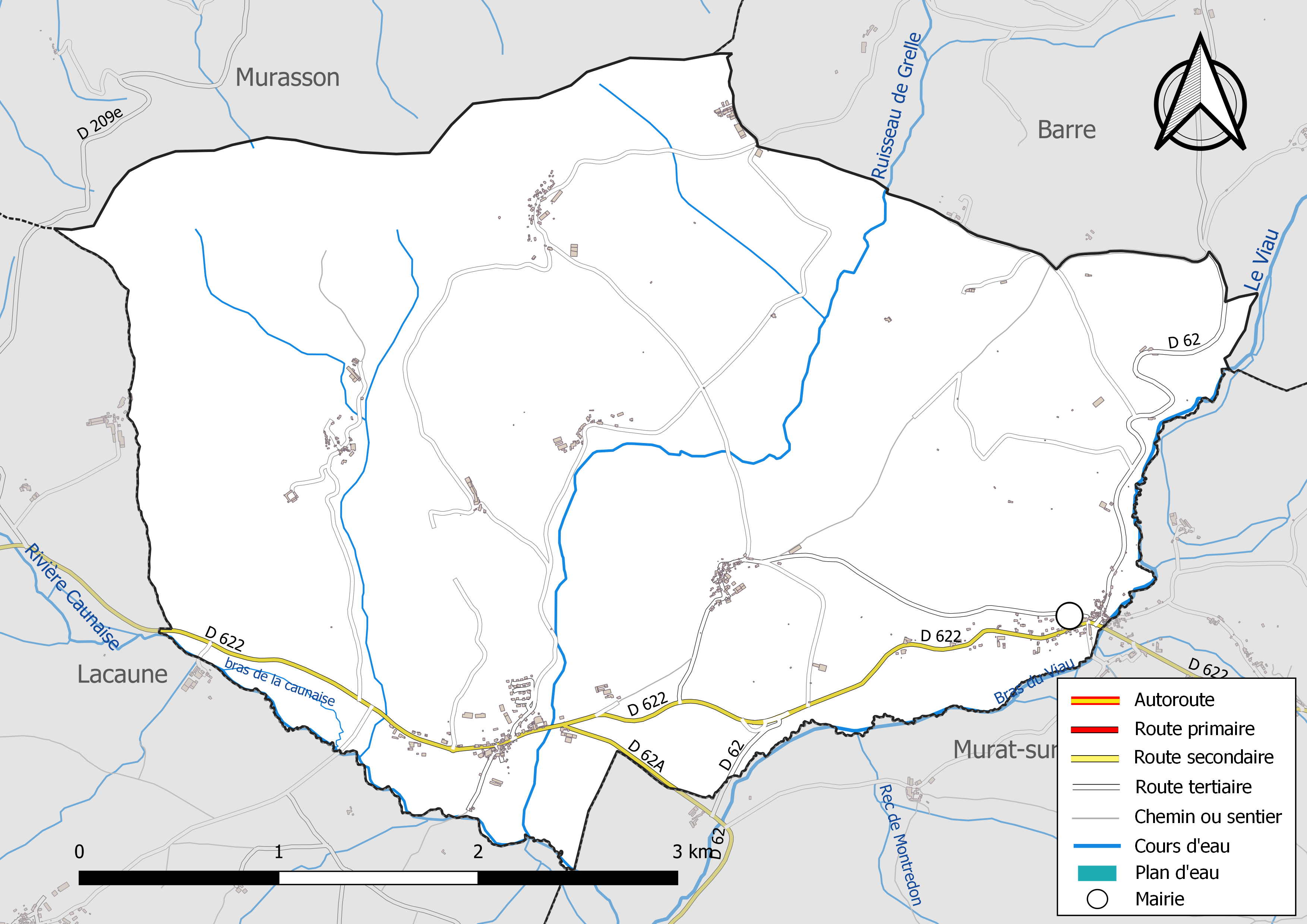
Réseaux hydrographique et routier de Moulin-Mage.

### Climat
Pour des articles plus généraux, voir Climat de l'Occitanie et Climat du Tarn.
En 2010, le climat de la commune est de type climat de montagne, selon une étude du Centre national de la recherche scientifique s'appuyant sur une série de données couvrant la période 1971-2000. En 2020, Météo-France publie une typologie des climats de la France métropolitaine dans laquelle la commune est dans une zone de transition entre le climat de montagne et le climat méditerranéen et est dans une zone de transition entre les régions climatiques « Provence, Languedoc-Roussillon » et « Sud-est du Massif Central ».
Pour la période 1971-2000, la température annuelle moyenne est de 9,4 °C, avec une amplitude thermique annuelle de 15 °C. Le cumul annuel moyen de précipitations est de 1 524 mm, avec 13,5 jours de précipitations en janvier et 6 jours en juillet. Pour la période 1991-2020, la température moyenne annuelle observée sur la station météorologique de Météo-France la plus proche, « Murat Sur Vebre », sur la commune de Murat-sur-Vèbre à 5 km à vol d'oiseau, est de 9,1 °C et le cumul annuel moyen de précipitations est de 1 355,8 mm. 
La température maximale relevée sur cette station est de 35,2 °C, atteinte le 23 août 2023 ; la température minimale est de −16 °C, atteinte le 8 février 2012,,.
Les paramètres climatiques de la commune ont été estimés pour le milieu du siècle (2041-2070) selon différents scénarios d'émission de gaz à effet de serre à partir des nouvelles projections climatiques de référence DRIAS-2020. Ils sont consultables sur un site dédié publié par Météo-France en novembre 2022.

### Milieux naturels et biodiversité

#### Espaces protégés
La protection réglementaire est le mode d’intervention le plus fort pour préserver des espaces naturels remarquables et leur biodiversité associée,.
La commune fait partie du parc naturel régional du Haut-Languedoc, créé en 1973 et d'une superficie de 307 184 ha, qui s'étend sur 118 communes et deux départements. Implanté de part et d’autre de la ligne de partage des eaux entre Océan Atlantique et mer Méditerranée, ce territoire est un véritable balcon dominant les plaines viticoles du Languedoc et les étendues céréalières du Lauragais,

## Urbanisme

### Typologie
Au 1er janvier 2024, Moulin-Mage est catégorisée commune rurale à habitat dispersé, selon la nouvelle grille communale de densité à sept niveaux définie par l'Insee en 2022.
Elle est située hors unité urbaine. Par ailleurs la commune fait partie de l'aire d'attraction de Lacaune, dont elle est une commune de la couronne,. Cette aire, qui regroupe 11 communes, est catégorisée dans les aires de moins de 50 000 habitants,.

### Occupation des sols
L'occupation des sols de la commune, telle qu'elle ressort de la base de données européenne d’occupation biophysique des sols Corine Land Cover (CLC), est marquée par l'importance des territoires agricoles (99,9 % en 2018), en augmentation par rapport à 1990 (97,8 %). La répartition détaillée en 2018 est la suivante : 
prairies (52,6 %), zones agricoles hétérogènes (26,2 %), terres arables (21,1 %), milieux à végétation arbustive et/ou herbacée (0,1 %). L'évolution de l’occupation des sols de la commune et de ses infrastructures peut être observée sur les différentes représentations cartographiques du territoire : la carte de Cassini (XVIIIe siècle), la carte d'état-major (1820-1866) et les cartes ou photos aériennes de l'IGN pour la période actuelle (1950 à aujourd'hui).

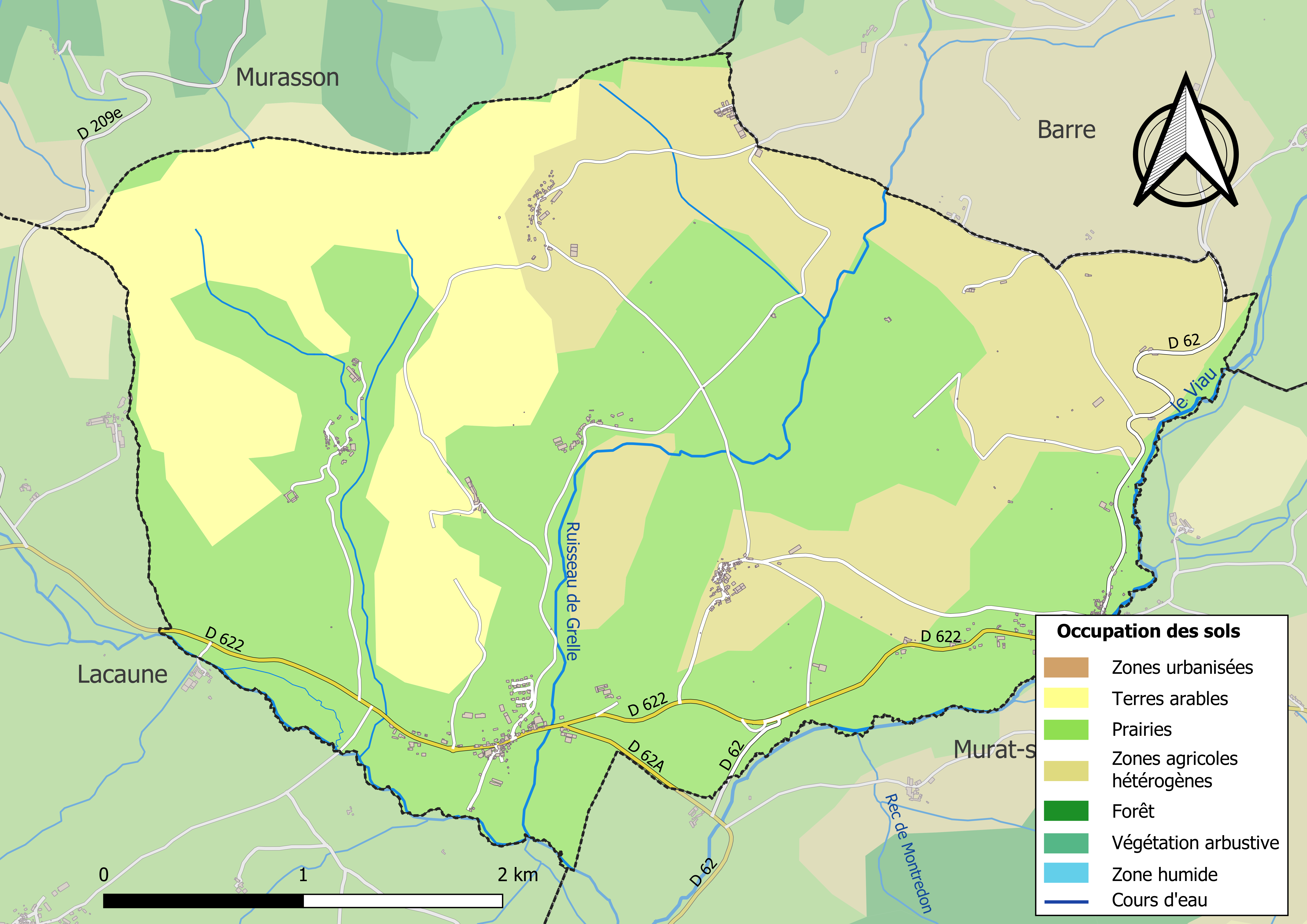
Carte des infrastructures et de l'occupation des sols de la commune en 2018 (CLC).

### Risques majeurs
Le territoire de la commune de Moulin-Mage est vulnérable à différents aléas naturels : météorologiques (tempête, orage, neige, grand froid, canicule ou sécheresse), inondations, mouvements de terrains et séisme (sismicité très faible). Il est également exposé à un risque technologique,  le transport de matières dangereuses, et à un risque particulier : le risque de radon. Un site publié par le BRGM permet d'évaluer simplement et rapidement les risques d'un bien localisé soit par son adresse soit par le numéro de sa parcelle.

#### Risques naturels
Certaines parties du territoire communal sont susceptibles d’être affectées par le risque d’inondation par débordement de cours d'eau, notamment le Viau. La cartographie des zones inondables en ex-Midi-Pyrénées réalisée dans le cadre du XIe Contrat de plan État-région, visant à informer les citoyens et les décideurs sur le risque d’inondation, est accessible sur le site de la DREAL Occitanie. La commune a été reconnue en état de catastrophe naturelle au titre des dommages causés par les inondations et coulées de boue survenues en 1982, 1999 et 2014,.
Moulin-Mage est exposée au risque de feu de forêt. En 2022, il n'existe pas de Plan de Prévention des Risques incendie de forêt (PPRif). Le débroussaillement aux abords des maisons constitue l’une des meilleures protections pour les particuliers contre le feu,.

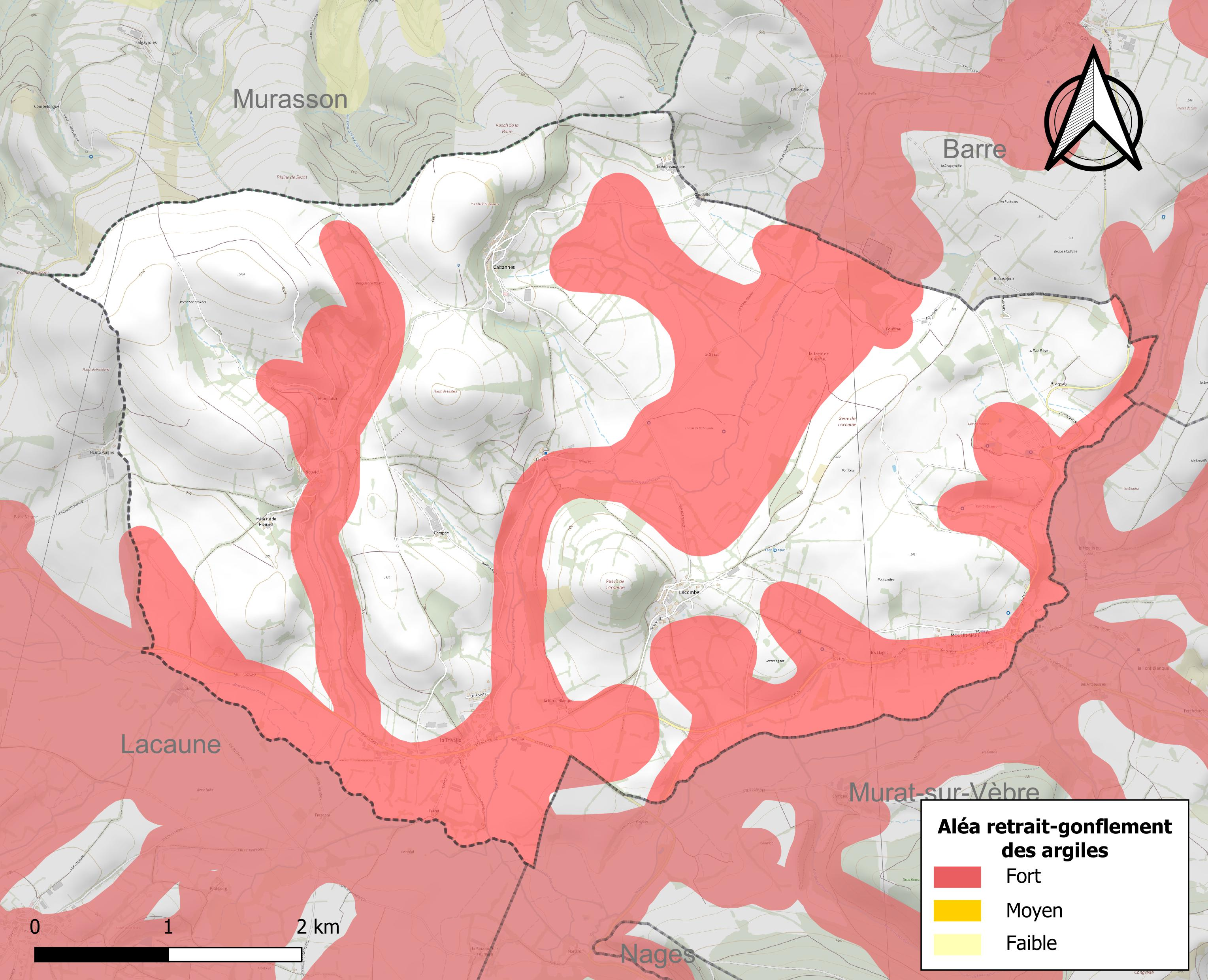
Carte des zones d'aléa retrait-gonflement des sols argileux de Moulin-Mage.

La commune est vulnérable au risque de mouvements de terrains constitué principalement du retrait-gonflement des sols argileux. Cet aléa est susceptible d'engendrer des dommages importants aux bâtiments en cas d’alternance de périodes de sécheresse et de pluie. 41,7 % de la superficie communale est en aléa moyen ou fort (76,3 % au niveau départemental et 48,5 % au niveau national). Sur les 258 bâtiments dénombrés sur la commune en 2019, 161 sont en aléa moyen ou fort, soit 62 %, à comparer aux 90 % au niveau départemental et 54 % au niveau national. Une cartographie de l'exposition du territoire national au retrait gonflement des sols argileux est disponible sur le site du BRGM,.
Par ailleurs, afin de mieux appréhender le risque d’affaissement de terrain, l'inventaire national des cavités souterraines permet de localiser celles situées sur la commune.

#### Risques technologiques
Le risque de transport de matières dangereuses sur la commune est lié à sa traversée par des infrastructures routières ou ferroviaires importantes ou la présence d'une canalisation de transport d'hydrocarbures. Un accident se produisant sur de telles infrastructures est susceptible d’avoir des effets graves sur les biens, les personnes ou l'environnement, selon la nature du matériau transporté. Des dispositions d’urbanisme peuvent être préconisées en conséquence.

#### Risque particulier
Dans plusieurs parties du territoire national, le radon, accumulé dans certains logements ou autres locaux, peut constituer une source significative d’exposition de la population aux rayonnements ionisants. Certaines communes du département sont concernées par le risque radon à un niveau plus ou moins élevé. Selon la classification de 2018, la commune de Moulin-Mage est classée en zone 3, à savoir zone à potentiel radon significatif.

## Histoire
Sous l'ancien régime, la commune dépendait de l'ancien diocèse de Castres. La paroisse d'origine était la paroisse de Saint-Hilaire de Cabannes. La paroisse de Notre-Dame de Moulin-Mage est créée le 9 octobre 1843.
Cabannes et Barre forment deux communes distinctes en 1790, aussitôt réunies jusqu'en 1900.
Le décret du 16 février 1900 scinde la commune en deux communes : Barre et Moulin-Mage.

## Démographie
| 1901 | 1906 | 1911 | 1921 | 1926 | 1931 | 1936 | 1946 | 1954 |
| ---- | ---- | ---- | ---- | ---- | ---- | ---- | ---- | ---- |
| 577  | 598  | 604  | 503  | 473  | 422  | 510  | 390  | 347  |

| 1962 | 1968 | 1975 | 1982 | 1990 | 1999 | 2006 | 2008 | 2013 |
| ---- | ---- | ---- | ---- | ---- | ---- | ---- | ---- | ---- |
| 357  | 353  | 318  | 330  | 337  | 364  | 336  | 328  | 308  |

| 2018 | 2022 | - | - | - | - | - | - | - |
| ---- | ---- | - | - | - | - | - | - | - |
| 318  | 304  | - | - | - | - | - | - | - |

## Économie

### Revenus
En 2018, la commune compte 141 ménages fiscaux, regroupant 316 personnes. La médiane du revenu disponible par unité de consommation est de 20 770 € (20 400 € dans le département).

### Emploi
|                | 2008  | 2013  | 2018 |
| -------------- | ----- | ----- | ---- |
| Commune        | 4,2 % | 6,2 % | 7 %  |
| Département    | 8,2 % | 9,9 % | 10 % |
| France entière | 8,3 % | 10 %  | 10 % |

En 2018, la population âgée de 15 à 64 ans s'élève à 186 personnes, parmi lesquelles on compte 76,9 % d'actifs (69,9 % ayant un emploi et 7 % de chômeurs) et 23,1 % d'inactifs,. Depuis 2008, le taux de chômage communal (au sens du recensement) des 15-64 ans est inférieur à celui de la France et du département.
La commune fait partie de la couronne de l'aire d'attraction de Lacaune, du fait qu'au moins 15 % des actifs travaillent dans le pôle,. Elle compte 67 emplois en 2018, contre 70 en 2013 et 84 en 2008. Le nombre d'actifs ayant un emploi résidant dans la commune est de 131, soit un indicateur de concentration d'emploi de 51,1 % et un taux d'activité parmi les 15 ans ou plus de 51,1 %.
Sur ces 131 actifs de 15 ans ou plus ayant un emploi, 41 travaillent dans la commune, soit 31 % des habitants. Pour se rendre au travail, 78,6 % des habitants utilisent un véhicule personnel ou de fonction à quatre roues, 13,8 % s'y rendent en deux-roues, à vélo ou à pied et 7,6 % n'ont pas besoin de transport (travail au domicile).

### Activités hors agriculture
15 établissements sont implantés  à Moulin-Mage au 31 décembre 2019.
Le secteur de la construction est prépondérant sur la commune puisqu'il représente 33,3 % du nombre total d'établissements de la commune (5 sur les 15 entreprises implantées  à Moulin-Mage), contre 12,5 % au niveau départemental.

### Agriculture
La commune est dans les Monts de Lacaune, une petite région agricole située dans le sud-est du département du Tarn. Entre bocages et forêt, cette zone est dédiée à l’élevage de ruminants de races à viande ou laitières. Sur les plus hauts plateaux, de nombreux élevages de brebis laitières produisent le lait destiné à la fabrication du roquefort. En 2020, l'orientation technico-économique de l'agriculture  sur la commune est l'élevage d'ovins ou de caprins. 
|               | 1988  | 2000  | 2010  | 2020  |
| ------------- | ----- | ----- | ----- | ----- |
| Exploitations | 31    | 22    | 18    | 16    |
| SAU (ha)      | 1 302 | 1 435 | 1 522 | 1 451 |

Le nombre d'exploitations agricoles en activité et ayant leur siège dans la commune est passé de 31 lors du recensement agricole de 1988  à 22 en 2000 puis à 18 en 2010 et enfin à 16 en 2020, soit une baisse de 48 % en 32 ans. Le même mouvement est observé à l'échelle du département qui a perdu pendant cette période 58 % de ses exploitations,. La surface agricole utilisée sur la commune a quant à elle augmenté, passant de 1 302 ha en 1988 à 1 451 ha en 2020. Parallèlement la surface agricole utilisée moyenne par exploitation a augmenté, passant de 42 à 91 ha.

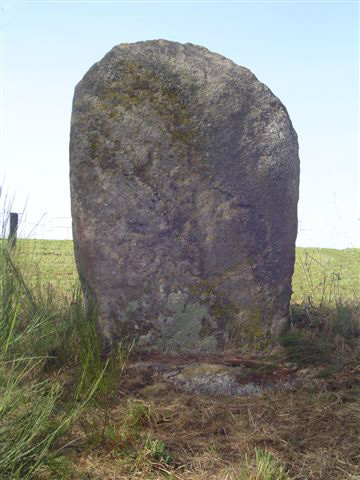
Menhir du vacant de Rieuviel.

## Culture locale et patrimoine

### Lieux et monuments
- Menhir du Vacant de Rieuviel.
- Église Notre-Dame de Moulin-Mage (construite en 1836, la chapelle nord en 1877).
- Église Saint-Hilaire de Cabannes (reconstruite en 1837).

### Personnalités liées à la commune
- André Suc, facteur en retraite, et correspondant local à la Dépêche du Midi jusqu'en 2020, qui devient, le 18 juin 2015, le nouveau recordman de l'émission-jeu Questions pour un champion dans sa version quotidienne avec, au bout de cinq victoires, le gain de 75 500 euros. Il vit dans le hameau de Cabannes.

### Articles liés
- Liste des communes du Tarn